# Merelim (São Paio), Panoias e Parada de Tibães
Merelim (São Paio), Panoias e Parada de Tibães (oficialmente: União das Freguesias de Merelim (São Paio), Panoias e Parada de Tibães é uma freguesia portuguesa do município de Braga, com 5,36 km² de área e 5258 habitantes (censo de 2021). A sua densidade populacional é 981 hab./km².

## História
Foi constituída em 2013, no âmbito de uma reforma administrativa nacional, pela agregação das antigas freguesias de São Paio de Merelim, Panóias e Parada de Tibães e tem a sede em São Paio de Merelim.

## Demografia
A população registada nos censos foi:
| Distribuição da População por Grupos Etários | Distribuição da População por Grupos Etários | Distribuição da População por Grupos Etários | Distribuição da População por Grupos Etários | Distribuição da População por Grupos Etários | Distribuição da População por Grupos Etários |
| -------------------------------------------- | -------------------------------------------- | -------------------------------------------- | -------------------------------------------- | -------------------------------------------- | -------------------------------------------- |
| Antes da agregação                           |                                              |                                              |                                              |                                              |                                              |
| Ano                                          | 0-14 anos                                    | 15-24 anos                                   | 25-64 anos                                   | >= 65 anos                                   | Total                                        |
| 2001                                         | 961                                          | 685                                          | 2634                                         | 513                                          | 4793                                         |
| 2011                                         | 937                                          | 717                                          | 3056                                         | 653                                          | 5363                                         |
| Após a agregação                             |                                              |                                              |                                              |                                              |                                              |
| Ano                                          | 0-14 anos                                    | 15-24 anos                                   | 25-64 anos                                   | >= 65 anos                                   | Total                                        |
| 2021                                         | 669                                          | 651                                          | 2946                                         | 992                                          | 5258                                         |

## Política

### Eleições autárquicas
| Data | %       | V       | %     | V  | %       | V       |
| Data | PCP-PEV | PCP-PEV | PS    | PS | PSD-CDS | PSD-CDS |
| ---- | ------- | ------- | ----- | -- | ------- | ------- |
| 2013 | 39,80   | 4       | 36,45 | 3  | 18,49   | 2       |
| 2017 | 49,59   | 5       | 22,74 | 2  | 21,88   | 2       |